# Vladimir Popovkine
Vladimir Popovkine (né le 25 septembre 1957 à Douchanbé et mort le 18 juin 2014 à Petah Tikva) fut responsable de l'agence spatiale russe Roscosmos d'avril 2011 à octobre 2013. Nommé à ce poste par le président russe Vladimir Poutine pour réformer un secteur spatial en crise malgré les tentatives d'y remédier de son prédécesseur Anatoli Perminov, son mandat est caractérisé par un taux d'échec des missions spatiales particulièrement élevé qui entraine son remplacement par Oleg Ostapenko. 
Il avait le grade militaire de Général d'armée et le grade civil de Conseiller d'État effectif de la fédération de Russie de 1re classe.

## Biographie
Ingénieur militaire de formation, Popovkine occupe plusieurs postes opérationnels dans un des complexes de lancement du cosmodrome de Baïkonour, puis travaille au sein de l’État-major russe avant de devenir responsable des Forces spatiales (missiles stratégiques) de 2004 à 2008 puis  vice-ministre de la Défense (2010-2011). Il est nommé par Vladimir Poutine à la tête de l'agence spatiale russe avec l'objectif de réformer le secteur spatial dont l'organisation est devenue obsolète et qui est marqué par un taux d'échec important des missions spatiales. Il prend à l'époque la suite d'Anatoli Perminov qui occupait cette fonction depuis 2004 limogé à la suite de plusieurs lancements défaillants de satellites Glonass. Les tentatives de réforme de Popovkine échouent. Il se heurte notamment  à la mauvaise volonté des civils du secteur qui acceptent mal les exigences de ce militaire autoritaire ainsi qu'à ses camarades militaires qui occupent des postes clés dans l'organisation. Le taux d'échec des lancements qui était compris entre 5 et 6 % passe à 11 % durant son mandat (8 échecs pour 72 lancements) alors que le budget de l'agence croit durant la même période de 78 %. Son mandat est en particulier marqué par l'échec de la sonde spatiale martienne Phobos-Grunt lancée en novembre 2011. Celle-ci incarnait de manière symbolique le retour de la Russie dans l'exploration du système solaire après une absence de 20 ans. Ces échecs conduisent à son remplacement par Oleg Ostapenko.